# Ceroplastodes ritchiei
Ceroplastodes ritchiei är en insektsart som beskrevs av Robert Malcolm Laing 1925. Ceroplastodes ritchiei ingår i släktet Ceroplastodes och familjen skålsköldlöss. Inga underarter finns listade i Catalogue of Life.